# Kančí obora
Kančí obora (německy Saugarten) je bývalá obora v severní části Břeclavi a zároveň název břeclavské ulice do ní vedoucí. Rozprostírá se v lužním lese severozápadně od ramene řeky Dyje. Tvoří jižní část Přírodního parku Niva Dyje a je součástí Lednicko-valtického areálu a CHKO Soutok.
Oplocená obora, kde se chovalo několik stovek kusů černé zvěře, navazovala na areál břeclavského zámku a existovala do počátku 20. století, kdy zanikla. Od okolí zámku byla posléze stavebně oddělena odlehčovacím ramenem Dyje. Dnes je oblíbenou rekreační zónou pro místní obyvatele i turisty (zejména cykloturisty). Prochází tudy zelená turistická stezka od břeclavského nádraží směr Janův hrad a Lednice, žlutá stezka na Charvátskou Novou Ves a Boří les, trasa Naučné stezky Lužní les a cyklotrasy Podluží, Poštorenská, Valtická, Břeclavská, 41 a EV9.
Architektonickou dominantu obory dodnes představuje cihlová hájenka, dnes sloužící k rekreačnímu ubytování. Na okraji bývalé obory, hned za mostem přes rameno Dyje, se nachází úpravna vody podniku VaK Břeclav, která zásobuje pitnou vodou město Břeclav, Ladnou a Podivín.

## Galerie

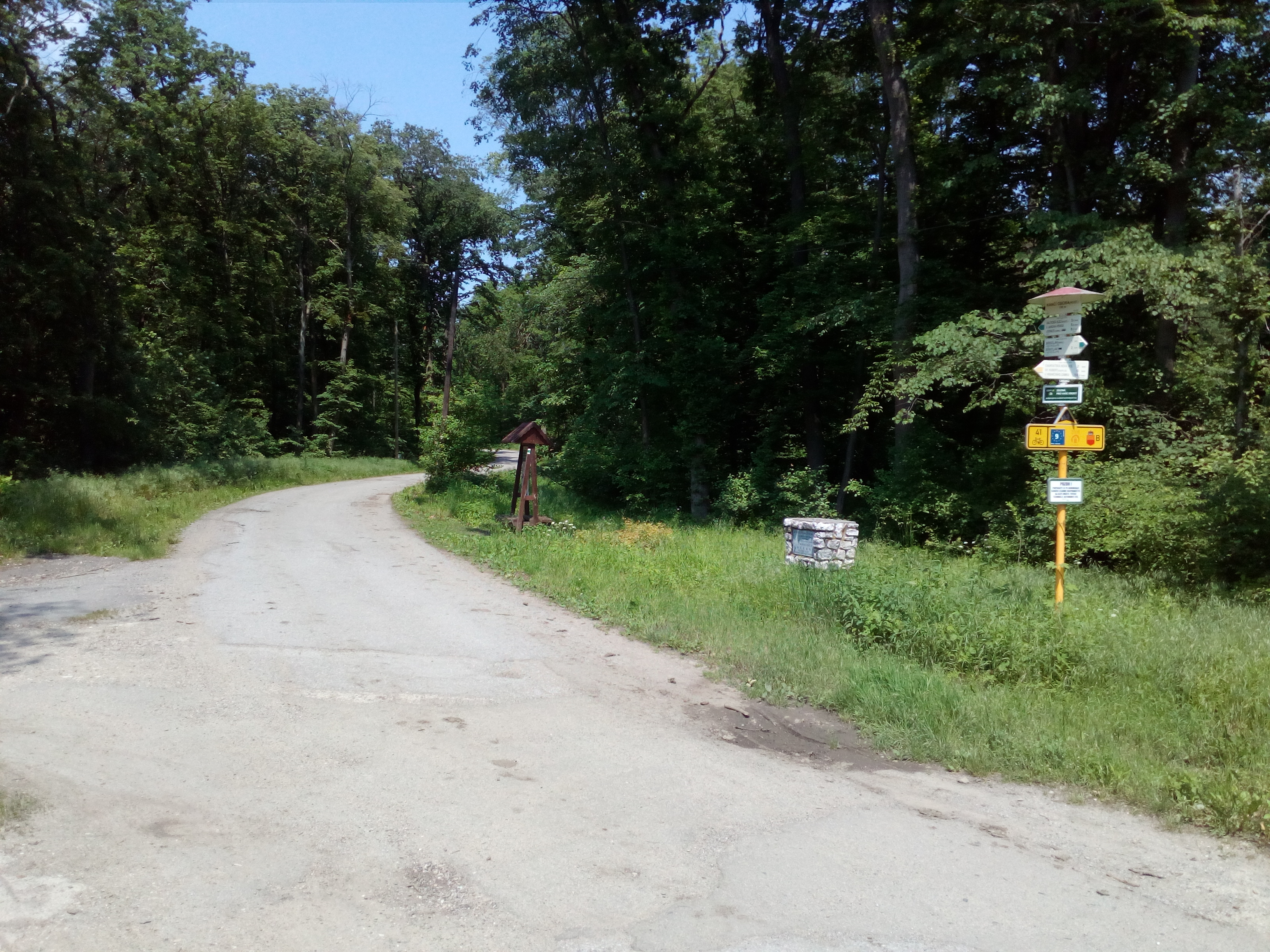
Rozcestník na vstupu do Kančí obory
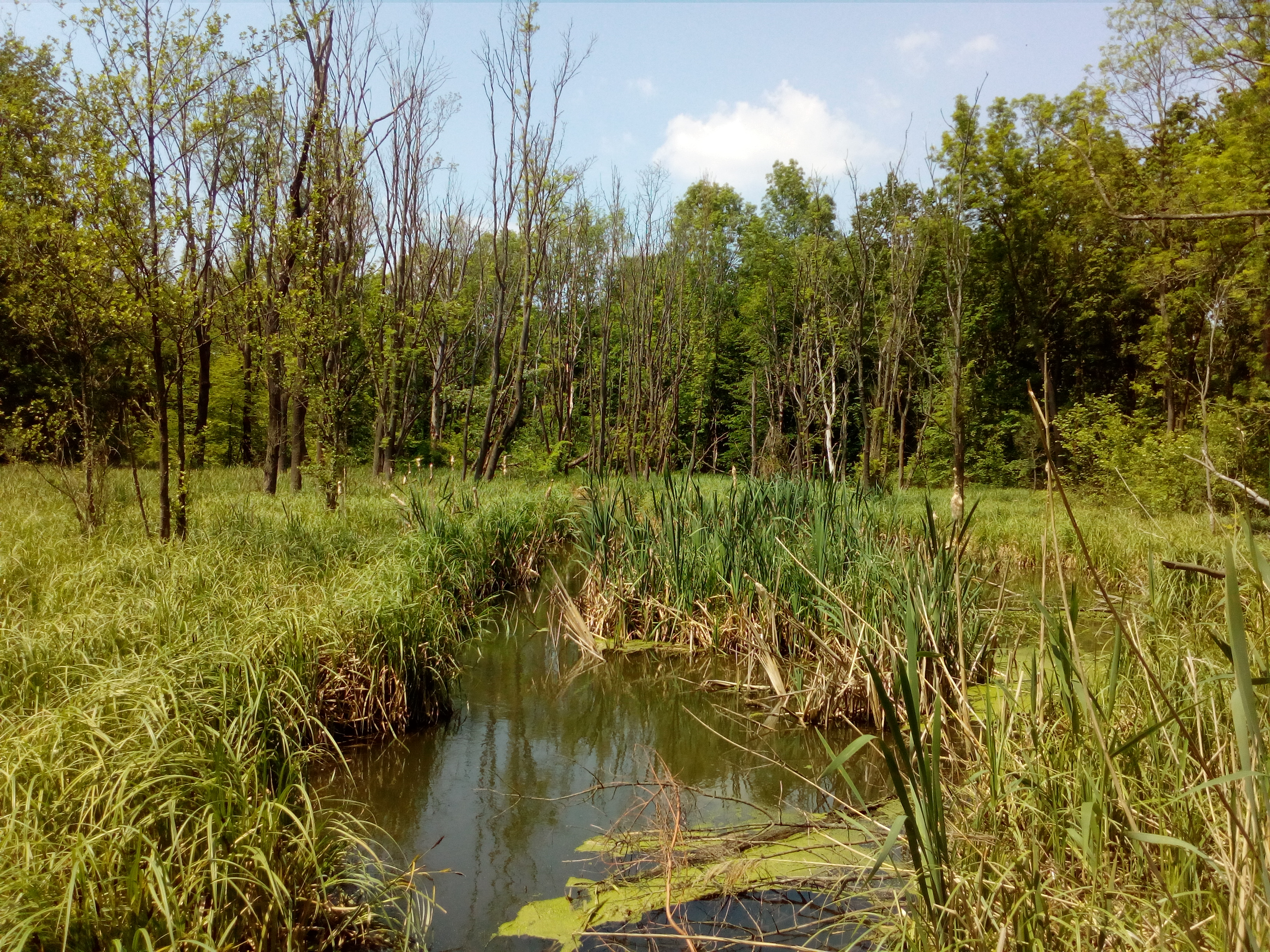
Lužní tok a močál v Kančí oboře
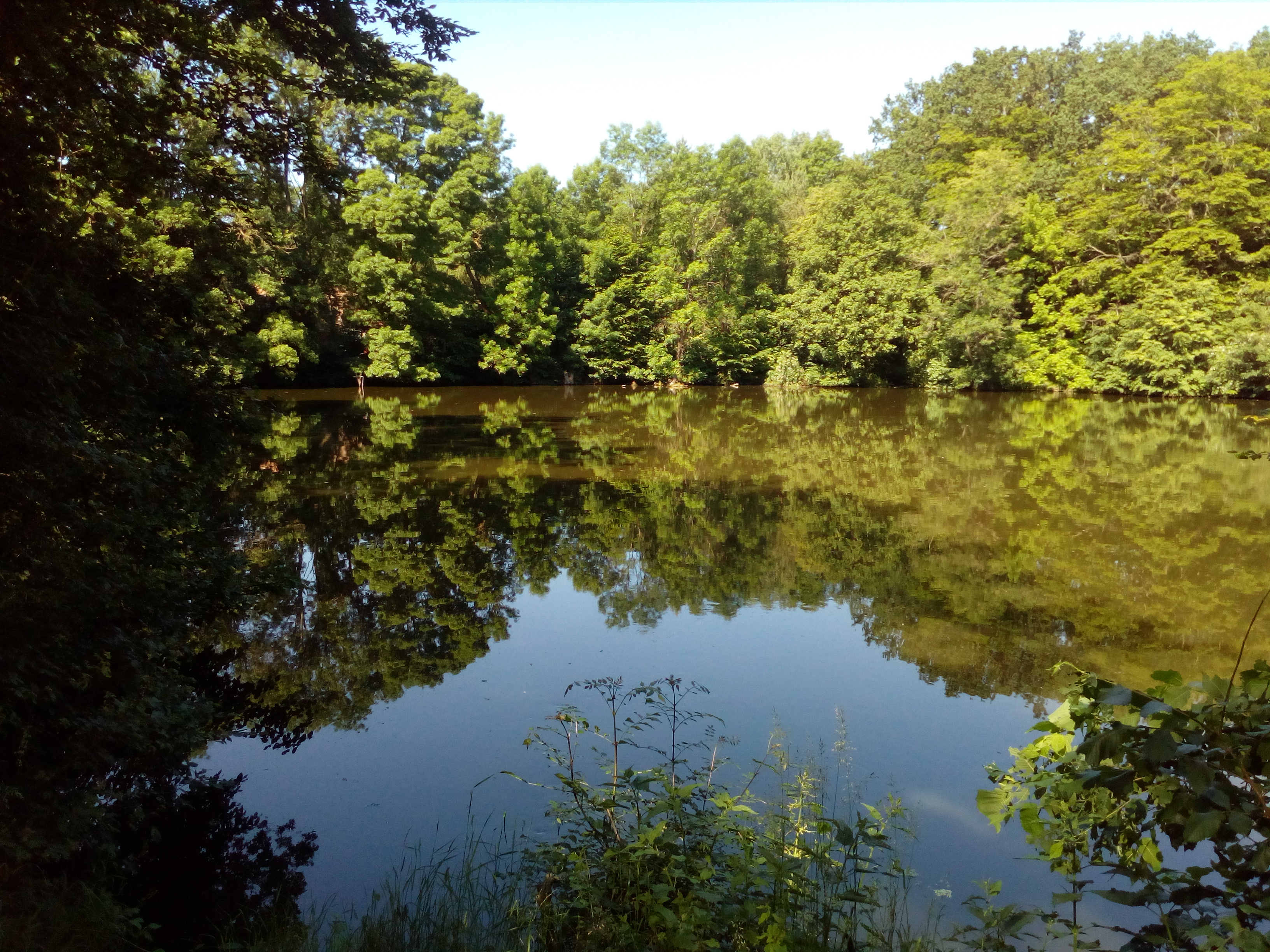
Rybník u hájenky
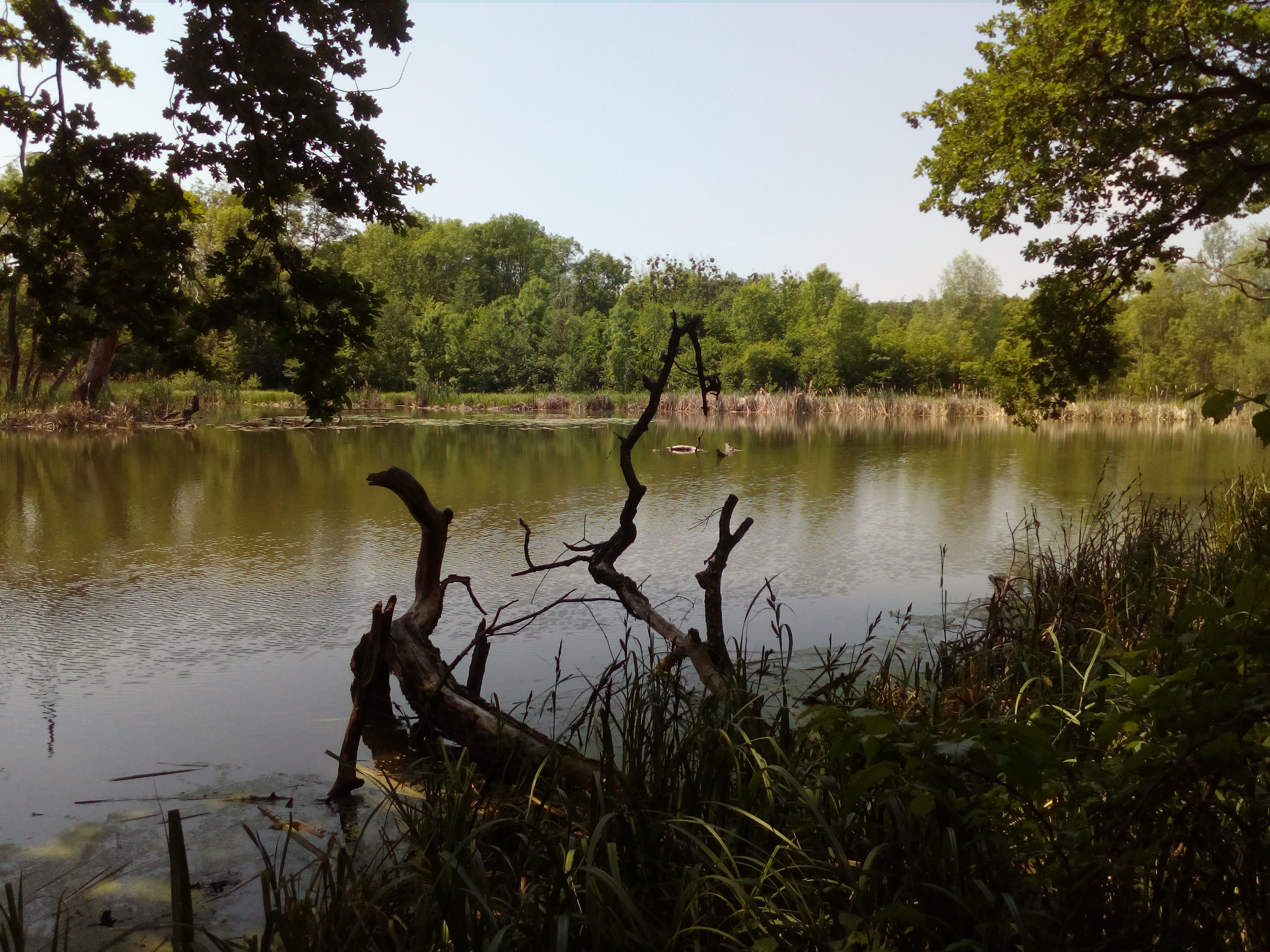
Rybníček Bruksa v Kančí oboře
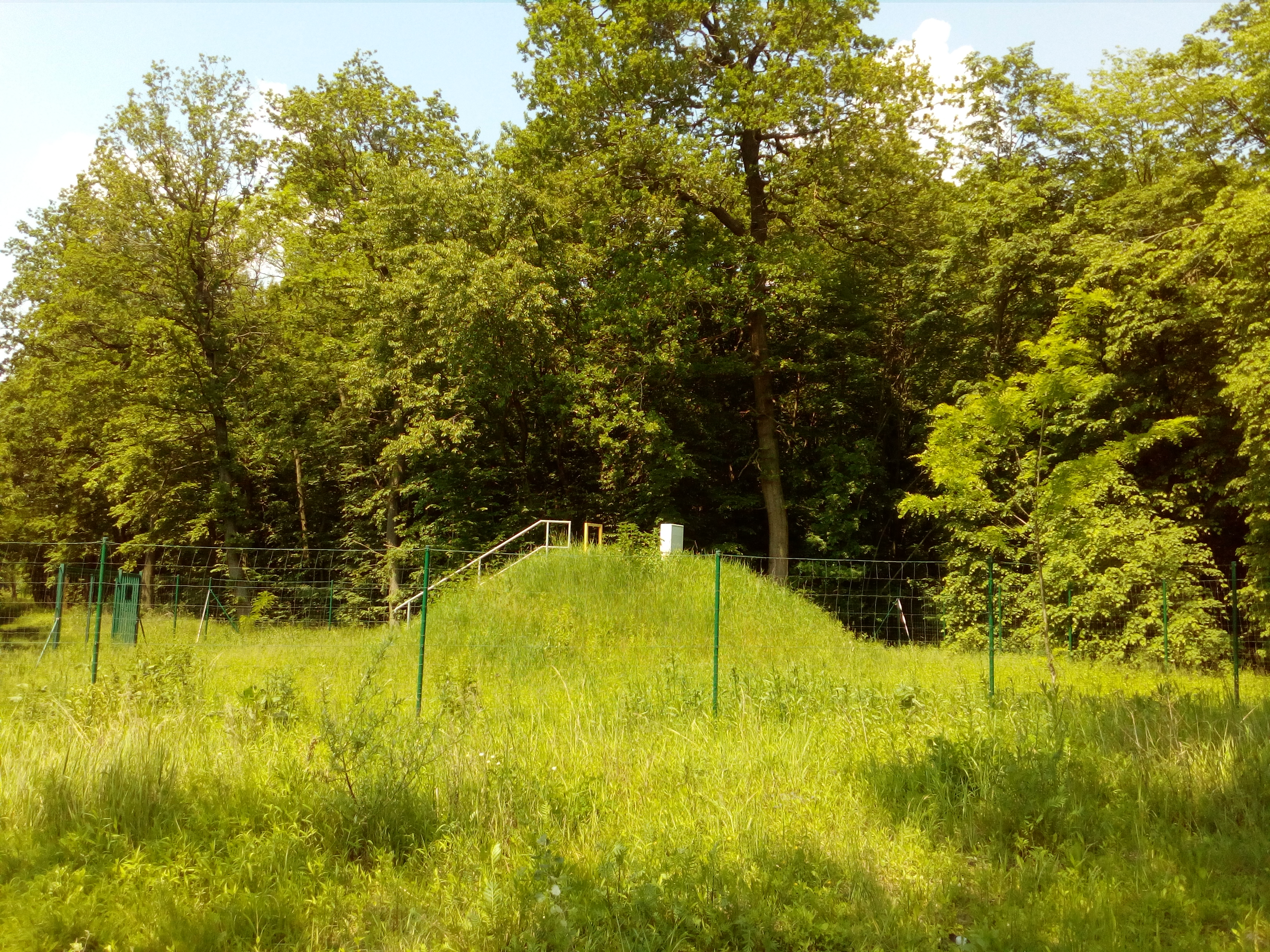
Vodárenský objekt v Kančí oboře
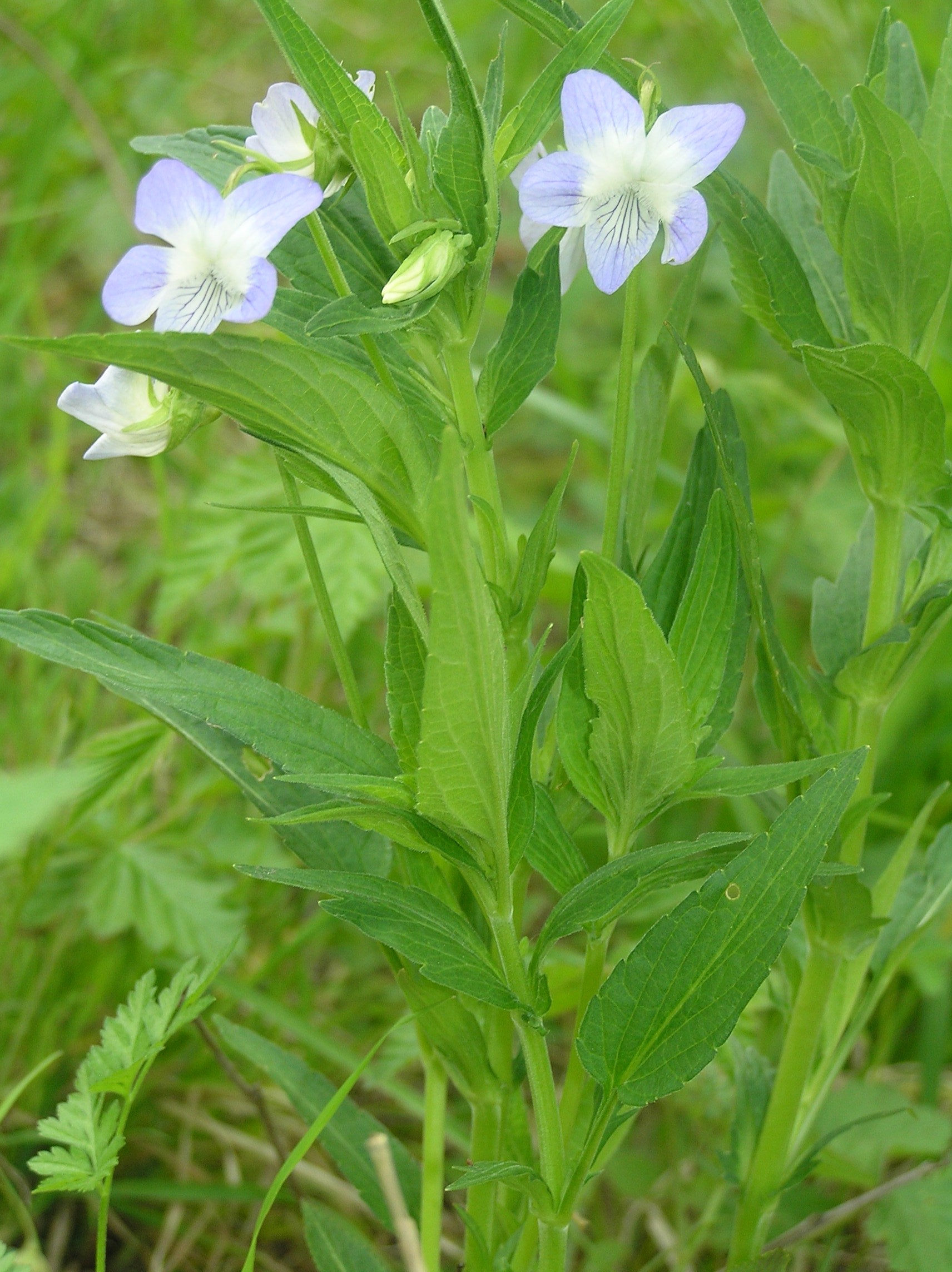
Kriticky ohrožená violka vyvýšená v Kančí oboře